# Església Parroquial de la Mare de Déu de la Salut
L'Església Parroquial de la Mare de Déu de la Salut és un temple catòlic a la plaça de l'Església de Xirivella a l'Horta Oest. Està catalogat com a bé de rellevància local amb codi 46.14.110-001 segons la Disposició Addicional Cinquena de la Llei 5/2007, de 9 de febrer, de la Generalitat Valenciana, de modificació de la Llei 4/1998, d'11 de juny, del Patrimoni Cultural Valencià. La primera església de Xirivella va construir-se al segle xiii per l'Orde dels Calatrava, i va ser assolada pràcticament per una gran riuada a finals del segle xvii, i baix la senyoria dels Boïl fou edificada la nova església al mateix lloc, i va ser acabada l'any 1780.

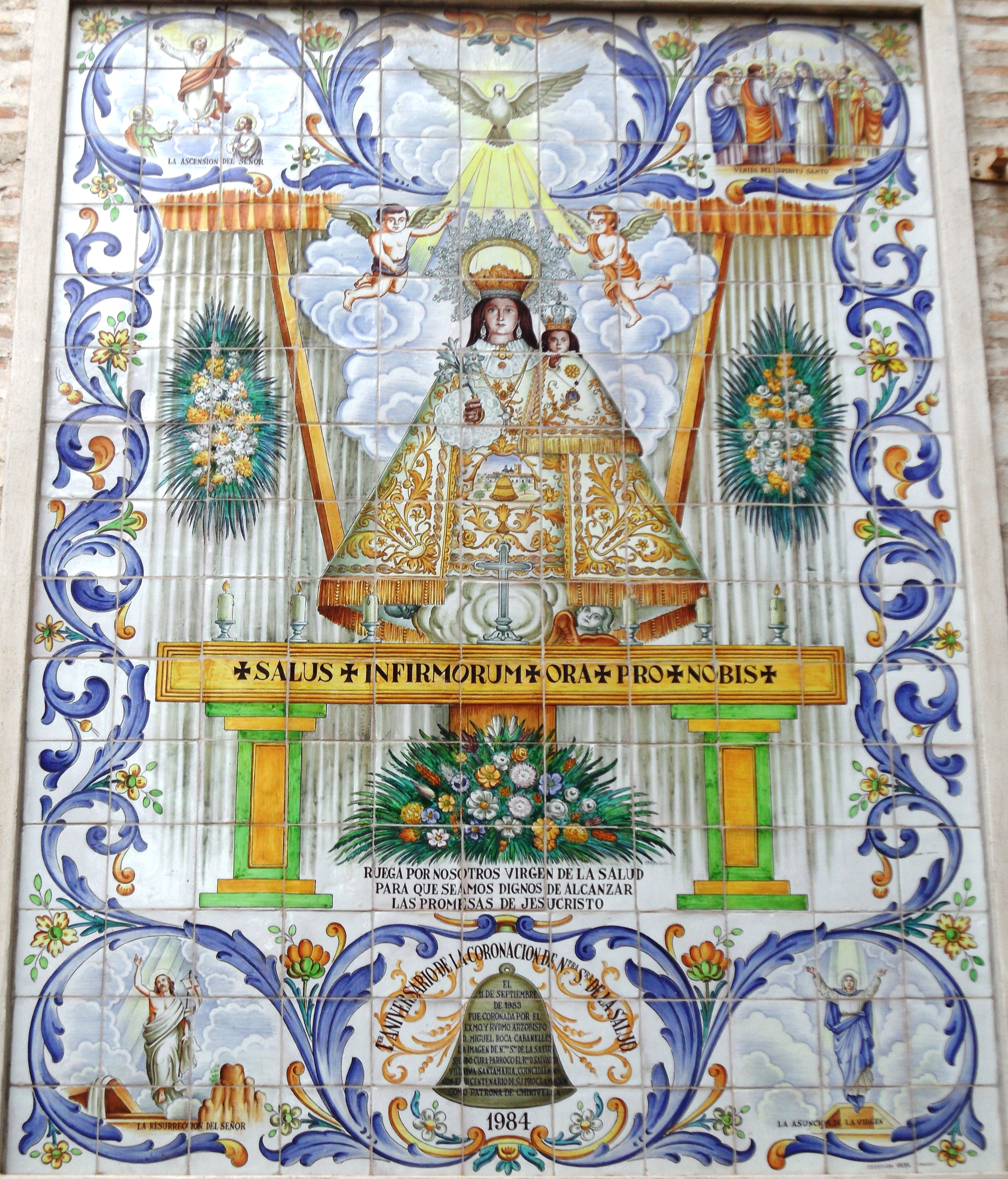
Taulell a la portada de l'Església Parroquial de la Mare de Déu de la Salut